# Hirokazu Kanazawa
Pour les articles homonymes, voir Kanazawa (homonymie).
Hirokazu Kanazawa (金澤 弘和, Kanazawa Hirokazu), Meijin, né le 3 mai 1931 dans la préfecture d'Iwate (Japon) et mort le 8 décembre 2019, est un expert japonais de karaté Shotokan de renommée mondiale. 
Il est le président (kancho) et chef instructeur de la Shotokan Karate-do International Federation (SKIF), une organisation qu'il a lui-même fondée en 1978 après avoir quitté la Japan Karate Association (JKA). Kanazawa est l'un des rares maîtres à avoir obtenu un 10e dan (le grade le plus élevé qui puisse être attribué en Shotokan).

## Biographie
(décembre 2019).
Hirokazu Kanazawa est né en 1931 dans la province d'Iwate (Japon). Son oncle et son père étaient experts de Ju-jitsu. Il découvre d'abord le kendo, comme beaucoup d'enfants japonais de l'époque, puis se tourne vers le judo et la boxe anglaise.
Ses premiers contacts avec le Karaté se font par l'intermédiaire d'un camarade de classe qui lui enseigne les rudiments du Karaté d'Okinawa. Plus tard, Kanazawa étudiera à l'université de Nippon Dai où il découvrira un karaté fondé sur le combat rapproché.
Quelques années plus tard, il entre à l'université de Takushoku, célèbre pour son dojo Shotokan et sera d’ailleurs un des derniers élèves de Gichin Funakoshi. C'est là ensuite qu'il devient le disciple de Masatoshi Nakayama, réformateur, avec Nishiyama de la Japan Karate Association (JKA).
En 1956, il termine l'Université et entre à la JKA comme instructeur. L'année suivante, en 1957, lors des premiers championnats japonais, il prend la première place en kumite. En 1958 il est une nouvelle fois champion en kumite et obtient également la première place en kata. En 1959, il finit deuxième en kumite et en kata.
En 1961 commence la carrière de Kanazawa-Kancho en tant que professeur de karaté à titre professionnel et la JKA l'envoie à Hawaï comme instructeur en chef. Il est alors détenteur du 5e dan. En 1962, il déménage en Europe et devient en 1966 instructeur en chef de Grande-Bretagne et d’Allemagne. En 1967 il est nommé instructeur en chef pour l'Europe et simultanément il obtient le 6e dan. En 1971 Kanazawa-Kancho est élevé au grade de 7e dan et promu instructeur en chef pour tous les instructeurs enseignant à l'étranger au nom de la JKA.
En 1977 il y a des divergences de nature conceptuelles entre la JKA et Kanazawa-Kancho. Il se sépare de la JKA, afin de réaliser son rêve du Karate-do et fonda le « Shotokan Karate-do International Federation » (S.K.I.F.). Kanazawa peut alors donner libre cours à sa créativité et à son génie personnel. En tant que grand maître du Shotokan, il n’hésite pas à investir de nombreux domaines de l'art martial et à pratiquer d'autres styles. C'est ainsi qu'il devient le disciple de Yo Meiji (de son vrai nom Yang Ming Che), le fondateur du Taikyoku-Ken.
Le Taikyoku-Ken est une version japonaise du taiji-quan (dont Kanazawa est aujourd'hui également 10e dan) semble complètement opposé au karaté, mais cela l'aide à développer la relaxation musculaire. Le Tai-chi lui permet d'exécuter les techniques de karaté de manière efficace, c'est-à-dire mettre sous tension les muscles seulement à la fin de l'exécution de la technique. Il dit : « Avec le Tai Ji je peux voir ma maison (le karaté) de loin, dans toute sa beauté. Si j’étais resté chez moi, je ne l’aurais jamais vue telle qu’elle est ».
Comme il est devenu entre-temps l'une des personnalités de premier plan sur la scène internationale du karaté, plusieurs instructeurs de renom de la JKA le suivent dans sa démarche et enseignent sous son égide. Grâce à sa vision et sa personnalité, la fédération connaît une très rapide expansion et est à ce jour la plus grande fédération Shotokan au monde, représentée dans plus de cent pays sur tous les continents.[réf. nécessaire]
En 1978 La Fédération internationale des arts martiaux (International Martial Arts Federation) décerné à Kanazawa-Kancho le 8e dan.
En 1979, il fonde la Shotokan Karate-do International Federation, une institution désormais implantée dans pas moins de 90 pays à travers le monde. Outre ce livre, Hirokazu Kanazawa est également l’auteur de Karate-My Life et de plusieurs autres ouvrages en japonais sur le même thème.
Il reçoit le grade de 9e dan en 1980.
Kanazawa Kancho est considéré aujourd'hui comme l'une des personnalités les plus importantes du karaté au monde. Il est l'auteur de plusieurs livres et films didactiques.
Outre le ShotokanKaraté, Kanazawa-Kancho est également très expert dans le maniement de diverses armes kobudō et dispose de vastes connaissances dans le domaine des différents styles de karaté.
« Cette distinction, reçue en 2002, me procure une grande fierté. Ce d’autant qu’elle m’a été remise par un membre de la famille Tokugawa, dynastie qui a marqué le Japon de son emprise du XVe siècle au XVIIIe siècle ».
Et Kanazawa d’évoquer un sentiment similaire lorsqu’il reçut son 8e dan des mains d’un représentant de la famille impériale. La vie de Kanazawa a jusqu’à présent été dédiée au karaté. Dès lors, à bientôt 74 ans, envisagerait-il de lever le pied ? « Je suis en train de passer la main gentiment, assure le karatéka. Cependant, je vais continuer à monter sur les tatamis jusqu’à mes derniers jours. Car si dès 40 ans les muscles faiblissent, les forces internes et l’esprit prennent le relais ».
À noter que la relève de la dynastie Kanazawa semble bien assurée : trois fils instructeurs de karaté et une petite-fille déjà éprise du karaté à l’âge de sept ans.

## Anecdote
En 1957, Hirokazu Kanazawa a gagné le All Japan karate Championship — premier championnat de karaté du Japon, organisé par la JKA — en ayant une main fracturée. Quelques jours avant la compétition, il reçoit en effet un mauvais coup en pratiquant le kumite contre six adversaires en même temps, pratique qui avait pour but d'accélérer ses réflexes et son temps de réaction. Son entraîneur, Nakayama, lui suggère de ne pas prendre part au championnat et d'encourager ses coéquipiers à la place. Lorsque Kanazawa rentre chez lui, il trouve sa mère qui est venue de très loin pour le voir combattre. Voyant son état, elle lui demande si en karaté on utilise seulement les mains. Il lui répond qu'outre les mains on utilise aussi les pieds, les coudes, les genoux, et que tout le corps est une arme. Kanazawa obtient finalement une dérogation du comité organisateur et remporte le premier championnat de karaté du Japon.

## Publications
- (en) Karate, my life, Kendo World Publications, 2003.
- Nunchaku entraînement dynamique  (ISBN 9782846170741)
- Karaté techniques de combat : de l'entraînement à la compétition, traduction d'Alex Fébo, Budo Éditions, 2011   (ISBN 9782846172790)
- Karaté Kata : tous les katas shotokan, traduction d'Alex Fébo, Budo Éditions, 2011   (ISBN 9782846172820)
- Karaté Intensif : tremplin vers la ceinture noire, traduction de Thierry Plée, Budo Éditions, 2017   (ISBN 9782846172837)